# Igor Łucko
Igor Łucko, ros. Игорь Луцко (ur. 6 kwietnia 1962) – białoruski szachista, arcymistrz od 2004 roku.

## Kariera szachowa
Od 1993 r. kilkukrotnie uczestniczył w finałach indywidualnych mistrzostw Białorusi, największy sukces odnosząc w 2001 r. w Mińsku, gdzie wspólnie z Wiaczesławem Dydyszko podzielił II miejsce (za Siergiejem Azarowem). W tym samym roku wystąpił w rozegranym w Mikołajowie turnieju strefowym (eliminacji mistrzostw świata). W 1997 i 1998 r. zajął czołowe miejsca w dwóch otwartych turniejach w Woroneżu. Na przełomie 2001 i 2002 r. podzielił II m. (za Andrejem Żyhałką, wspólnie ze Spartakiem Wysoczinem i Tomasem Likavskim) w turnieju Cracovia w Krakowie. W 2002 r. zwyciężył (wspólnie z Witalijem Tietieriewem) w Orle, natomiast w 2003 r. podzielił II m. (za Aleksiejem Korniewem, wspólnie z m.in. Stanisławem Wojciechowskim, Jewgienijem Glejzerowem i Jewgienijem Szaposznikowem) w Kałudze oraz zajął I m. w Orle. W 2006 r. zwyciężył (wspólnie z Witalijem Teteriewem) w Kłajpedzie. W 2008 r. podzielił II m. w Mińsku (za Dmitrijem Andriejkinem, wspólnie z m.in. Nikitą Majorowem i Aleksiejem Fiodorowem).
Najwyższy ranking w dotychczasowej karierze osiągnął 1 stycznia 2005 r., z wynikiem 2527 punktów zajmował wówczas 9. miejsce wśród białoruskich szachistów.